# Láska na útěku
Láska na útěku (originální název L'amour en fuite) je francouzský hraný film z roku 1979. Velmi se podobá předchozímu snímku doinelovského cyklu – Ukradeným polibkům a Rodinnému krbu.

## Děj
Pokračuje příběh Antoina Doinela (Jean-Pierre Léaud). Nyní je třicátník a právě se v období rozvodu s půvabnou Christine (Claude Jade). Živí se jako korektor a je zamilovaný do prodavačky gramodesek Sabine (Dorothée). Colette (Marie-France Pisier), jeho dávná láska z mládí, v současné době právnička, právě čte Doinelův autobiografický román. Znovu se potkají na nádraží. Běží snad život po spirále? ... Naštěstí v závěrečné části již máme zrekapitulováno a tak nastupuje klasická emocionálně silná typicky "truffautovská" část. Obzvláště od scény rozhovoru Colette s Christine na lavičce je snímek za plné hodnocení.